# Geoffroy Dauvergne
Pour les articles homonymes, voir Dauvergne.
Geoffroy Richard Jules Dauvergne, né le 29 octobre 1922 à Flers et mort le 23 janvier 1977 à Dinard, est un peintre, mosaïste, fresquiste et sculpteur français.

## Biographie
Geoffroy Dauvergne est un peintre figuratif appartenant à la nouvelle école de Paris et dont l'art est influencé par Mathurin Méheut (1881-1964) et le cubisme. Issu d'une famille de notables, deuxième d'une lignée de sept enfants et dont le père Jules Georges Victor Pierre Dauvergne (1888-1964), et son épouse Geneviève Valentine Marie Félicia Aubrée (1899-1979). Jules Dauvergne est notaire à Flers, au 3, rue Saint-Georges. En 1930, il cède son étude pour embrasser une carrière de magistrat. Nommé juge à Saint-Malo, la famille vient habiter au 28, boulevard Surcouf à Saint-Servan jusqu'en 1933, et à Vitré de 1933 à 1936. Il y fréquente le collège de la ville, où son professeur de dessin Étienne Blandin le remarque et invite ses parents à l'orienter vers le dessin, puisqu'il passe son temps à cette occupation. Les premières œuvres sont datées de son enfance à Vitré. Il peint sa première aquarelle en 1934, puis plus tard des vues de Coutances, Vitré, du Mont Saint-Michel, des gravures de maisons anciennes à Rennes.

### Les années de formation à Rennes
De 1936 à 1941, Dauvergne fréquente le collège Saint-Martin n'ayant pas obtenu son baccalauréat, ses parents vont l'inscrire, sans enthousiasme, à l'école régionale des beaux-arts de Rennes en 1941, sous la direction de Pierre Galle (1883-1960). Il commence son apprentissage dans l'atelier de Mathurin Méheut où il fait la connaissance de Frédéric Back. Élève de Mathurin Méheut, il affronte la forte personnalité du maître et prépare lui-même ses couleurs. Il apprend la perspective avec l'architecte Raymond Cornon (1908-1982).
En 1941, il obtient le premier prix ex æquo pour la Tête de plâtre avec son ami Rocherullé sous la direction de Jean Collet (1886-1974), et le prix d'ornement ex æquo avec Rocherullé sous la direction de Camille Godet. IEn 1942, il remporte le premier prix de la Ville de Rennes, le premier prix d'architecture dans l'atelier de Marcel Guillet (1894-1985), et le premier prix d'anatomie dans l'atelier de Théophile Lemonnier (1901-1986).
Les sorties pour faire des croquis d'après nature se font sous les bombardements. Il est arrêté en compagnie d'un autre camarade par la Gestapo alors qu'il fait des dessins de tanks et autres canons en gare de Rennes. Il faut l'intervention de Mathurin Méheut et du préfet pour qu'ils soient libérés. Pour échapper au service du travail obligatoire (STO), il trouve un temps refuge chez l'abbé Morin en compagnie de Frédéric Back, qui jouit déjà d'une petite renommée pour avoir illustré Du Guesclin de Roger Vercel.

### Formation à Paris
Le 6 novembre 1944, il entre à l'École des beaux-arts de Paris, dont le directeur est l'architecte  Paul Tournon (1881-1964), et intègre l'atelier de Jean Dupas (1882-1964), où il remporte des prix et médailles. Il réside alors au no 103 rue Lafayette. Il est reconnu pour sa dextérité par ses pairs. Il côtoie également les élèves des ateliers voisins, Paul Guimezanès et Michel Dureuil, à qui il offre une esquisse sur toile, La Tentation de Vénus et le sculpteur Georges Delahaie. Ses nus académique furent réalisés pour la plus grande partie à l'époque de l'atelier Dupas aux Beaux-Arts. L'un d'eux représente le modèle Lucette Jeannin . Sa Diane au repos orne le dessus de la porte d'un restaurant dinardais. On compte trente œuvres, dessins et tableaux de cette période. Il concourt par trois fois sans succès au prix de Rome. En 1951 il a pour professeur Edmond Heuzé qui remplace Jean Dupas, absent pour subir une opération.
En 1946, ses parents lui achètent un atelier vaste et lumineux au 41, rue Bayen dans le 17e arrondissement de Paris dans lequel il s'installe avec son frère Pierre (1924-2022) en 1947 et qui restera dans la famille jusqu'à sa mort. Il y reçoit ses amis Roland Guillaumel, Henri Van Moé qui y réalisent leurs sculptures monumentales. Il déménage à son retour de la Casa de Velázquez en 1955, préférant rester à Saint-Servan chez ses parents. Il achète ensuite la propriété « L'Écluse » à Pleurtuit, où il s'installe définitivement en 1970. Il fait la connaissance de l'acteur Jess Hahn .
Il copie des œuvres de Quentin de La Tour, Jacob van Ruisdael, Geertgen tot Sint Jans, Joshua Reynolds, François Boucher, Jean-Baptiste Camille Corot, Hendrick ter Brugghen, Francisco de Goya, Jacques Louis David, Auguste Renoir et du Caravage. Les premières copies datent des années 1940 où il se rend au musée des beaux-arts de Rennes. Les notables locaux lui commandent des copies d'après les grands maîtres. Une trentaine d'œuvres sont répertoriées à ce jour et il lui arrivait de faire plusieurs fois la même toile.
Il connaît le même succès avec ses portraits, entre autres celui de l'évêque de Rennes. Après un désaccord avec sa mère, il détruit le portrait qu'il fait d'elle et dont il ne reste qu'une photographie de lui peignant cette toile. Une quarantaine de portraits sont actuellement répertoriés dont deux conservés à l'École des beaux-arts de Paris et le portrait de l'amiral Charles René Magon de Médine à la mairie de Saint-Malo. Il portraiture son ami le sculpteur Roland Guillaumel qui avait fait un buste de Dauvergne. En 1951, Edmond Heuzé remplace Jean Dupas devant s'absenter pour une intervention chirurgicale, et enseigne entre autres le portrait à ses élèves. Le portrait de La Femme au livre est conservé dans les collections de la Casa de Velázquez. Il existe quatre autoportraits. Geoffroy, très admiratif de la pastelliste Anne-Marie Feuchères, a fait dans les jardins de la propriété de celle-ci le portrait de Nathalie Edoux.

### Pensionnaire de la Casa de Velázquez
Lauréat de la Casa de Velázquez à Madrid, il en devient pensionnaire du 1er octobre 1952 au 30 septembre 1954. Le bâtiment ayant été détruit pendant la guerre, il loge avec quelques autres dans un hôtel particulier du Viso. Il y a là les artistes Olivier Pettit, Geneviève Laurent, Albert Zavaro, Jean Joyet, Marcelle Deloron, Mickaël Compagnion, Gaston Sébire, Paul Collomb, René Quillivic, Bachir Yellès, Ernest Risse, Olivier Pettit et le géographe Alain Huetz de Lemps, et l'architecte Vladimir Couprianoff, et son épouse, Jean Mamez (1922-2018)

### Carrière artistique et académique
En 1952, il expose au salon de la Société nationale des beaux-arts où il est remarqué par l'architecte Louis Arretche qui, de 1930 à 1960, fait fonctionner l'atelier de la grande masse de l'École nationale supérieure des beaux-arts avec Georges Gromort (1870-1961)dans les anciens ateliers parisiens de Marie Vassilieff au no 21 avenue du Maine (aujourd'hui musée du Montparnasse). La Prairie et le village, Les Tours de Tolède et Portraits d'enfants sont des tableaux qui sont exposés au 14e Salon d'automne marocain de Casablanca, en compagnie d'autres peintres français dont Olivier Seguin. Un paysage de Nerja fait partie des collections de la Casa de Velázquez.
Devenu professeur de dessin aux Cours Hattemer à Paris pendant quelques mois, mais incapable de discipliner ses élèves, il démissionne.
Il se lance alors dans la restauration de tableaux pour un marchand belge et sympathise avec un de ses voisins d'atelier, le peintre Fabien Fabiano (1882-1962).
Ses marines représentent la Bretagne et plus particulièrement Saint-Malo, Dinard et les environs, ainsi que les bords de Rance. Une toile représente Jullouville en Normandie, son grand-père maternel le docteur Aubrée ayant été l'un des cofondateurs de cette station balnéaire. D'autres représentent quelques vues de ports en Espagne. C'est avec En barque à Saint-Malo qu'il obtient son admission et un prix en tant que sociétaire à la Société nationale des beaux-arts en 1952. Très prolifique, il refusera pourtant de devenir peintre de la Marine, ne voulant pas subir de contraintes. Cent trente quatre œuvres marines sont recensées dans sa production.
Avec des voisins chasseurs et pêcheurs qui lui ramènent bien souvent des produits de leur chasse en échange de quelques toiles, il peut à loisir peindre du gibier, des poissons, coquillages et crustacés. Les premières œuvres datent des années 1940 et sa nature morte Les Champignons, vendue quinze jours avant sa disparition, sera sa dernière peinture. Deux études de chevaux pour une préparation en vue du concours du prix de Rome de 1951 sont dédicacées à son ami et condisciple Joseph Archepel. Font également partie de cette catégorie les fresques peintes à l'école du Bel Air de Saint-Malo, Les Fables de La Fontaine et Le Bestiaire à l'école de la Cité de la même ville.
Il meurt accidentellement le 23 janvier 1977 à Saint-Lunaire en tombant des rochers à la pointe du Décollé.

## Œuvres référencées
La mention « CR » renvoie au Catalogue raisonné.

### Dessin
- Joséphine, 1943, dessin d'après une estampe du Le Sacre de Napoléon, gravé d'après Jacques-Louis David, 19,8 × 14 cm, collection particulière. CR no 267.
- Carole, 1964, dessin au crayon noir sur papier blanc, non signé, non daté, collection particulière. CR no 44.

### Peinture de chevalet

#### Copie
- L'Enfant, huile sur toile, d'après Joshua Reynolds, 46 × 38 cm, signé en bas à gauche : « Dauvergne d'après Reynolds ». CR no 101.
- Martyre de Saint-Mathieu, d'après Le Caravage, huile sur bois, 110 × 63 cm. CR no 115.
- Paysage, d'après Jacob van Ruisdael, huile sur toile, signé en bas à droite, 46 × 38 cm, collection particulière. CR no 254.
- Diane sortant du Bain, d'après François Boucher, huile sur toile, 55,5 × 46,5 cm, Collection Rocherullé. CR no 50.
- La Nativité, d'après Gérard de Saint-Jean (1460-1495), huile sur bois, 35 × 26,5 cm, collection particulière. CR no 102.
- L'Infante d'Espagne, d'après Diego Vélasquez, huile sur toile, collection Paul Dauvergne.. CR no 56.
- La Femme au turban ou Femme à la perle, d'après Vermeer de Delft, huile sur toile, 55,2 × 46,2 cm, collection particulière. CR no 49.
- La Femme au turban ou Femme à la perle, d'après Vermeer de Delft, deuxième version, huile sur toile, 55,5 × 46,5 cm. CR no 148.
- La Danse des nymphes, d'après Jean-Baptiste Corot, huile sur toile, 41,7 × 33,2 cm, collection particulière. CR no 116.
- L'Adoration des bergers, d'après Georges de La Tour, huile sur toile, 107 × 137 cm, collection particulière. CR no 181.
- La Nativité, d'après Georges de La Tour, huile sur toile. CR no 7.
- La Nativité, d'après Georges de La Tour, huile sur toile. CR no 37.
- La Nativité, d'après Georges de La Tour, huile sur bois. CR no 108.

#### Portrait
- Autoportrait, 1942, huile sur isorel, 46 × 38 cm, Collection J. Dauvergne. CR no 18.
- Monsieur Jules Dauvergne, juge, 1943, huile sur toile, 100 × 81 cm, Collection  Robert Dauvergne. CR no 249.
- Portrait de Jacques Dauvergne, 1943, huile sur toile, Collection J. Dauvergne. CR no 17.
- Madame Geneviève Dauvergne, née Aubrée (mère de l'artiste), 1945, huile sur toile. Tableau détruit par l'artiste après une dispute avec sa mère, connu par une photographie. CR no 199.
- Roland Guillaumel (sculpteur), 1946, huile sur toile, Collection R. Guillaumel. CR no 374.
- Femme au serre-tête, 1951, huile sur toile, 55 × 46 cm, Paris, École nationale supérieure des beaux-arts. CR no 630.
- La Femme en noir, 1951, premier prix du concours de la tête d'expression à l'École nationale des beaux-arts de Paris en 1951, huile sur toile, Paris, École nationale supérieure des beaux-arts. CR no 631.
- Portrait de Nathalie Edou, 1953, huile sur toile, œuvre perdue, connue par une photographie. CR no 677.
- Portrait de Charles René Magon de Médine, dit l'amiral Magon, 1959, commande d'Yves Menguy, maire de Saint-Servan. Il en existe en trois versions : la première à la mairie de Saint-Servan, la deuxième à Saint-Malo au musée d’Histoire de la Ville et du Pays Malouin et la troisième chez les descendants de l'amiral Magon[15].

### Œuvre murale
L'ensemble de ces œuvres ont été financées par le 1 % artistique.
- Cholet, lycée technique Fernand Renaudeau, rue de la Tuilerie, ensemble de décors muraux réalisé en 1967 composés de mosaïques de matériaux divers, galets et terre cuite sur la façade du hall de l'entrée principale de l'établissement. Cette décoration se compose de cinq panneaux titrés dans la pierre : 
  - Conscience, Continuité, Grandeur, Simplicité, Probité, 80 × 330 cm ;
  - Travail, Amour, Art, Joie, 80 × 330 cm ;
  - Savoir, Lettres, Justice, 330 × 40 cm ;
  - Artisanat, Science, 330 × 40 cm ;
  - Industrie, Agriculture, 330 × 40 cm.
- Combourg, groupe scolaire François-René de Chateaubriand, no 12 avenue des Acacias. Patrice Simon (1917-2013), architecte en chef des bâtiments civils et palais nationaux, lui commande en 1954 une fresque et une mosaïque :
  - Les Douceurs de la vie, fresque, salle du restaurant, 268 × 940 cm ;
  - L'Attente , mosaïque, 93 × 403 cm.
- Dinard :
  - Centre de ressources, d'expertise et de performance sportives, (ancien CREPS), no 24 rue des Marettes : quatre fresques commandées par l'architecte en chef des Bâtiments civils et Palais nationaux, Patrice Simon, en 1966[16] :
    - Le Messager Secret, 620 × 245 cm, Pleurtuit, Centre culturel Delta ;
    - L'Amour à la Mandoline, hall d'entrée, 231 × 841 cm[17] ;
    - Les Sirènes, 718 × 258 cm, COSEC de Dinard.

- Mayenne, lycée technique Léonard-de-Vinci :
  - Industrie-Art-Philosophie, 1966, huile sur toile marouflée, 377 × 303 cm, hall d'entrée ;
  - Couple courant avec un chien, huile sur toile marouflée, 1 017 × 176 cm, salle du restaurant.
- Pleurtuit : 
  - Espace Delta : fresque Le Messager secret provenant du Centre de ressources, d'expertise et de performance sportives de Dinard[18].
- Saint-Malo, quartier de Saint-Servan :
  - collections municipales : Le Port, triptyque, huile sur toile marouflée, 235 × 930 cm[19] ;
  - école du Trianon, cinq ou six fresques commandées par André Murat (1895-1984), en 1956, dont :
    - École du Cirque, fresque dans le préau, œuvre détruite avec le préau ;
    - Les Quatre Saisons, ensemble dont il ne reste que trois fresques : L'Été, 123 × 580 cm aujourd'hui enfermée et servant de fond à un placard dite salle no 6, et L'Automne, 123 × 475 cm dans la salle no 9, ainsi que Le Printemps dans la salle no 1, dite salle de restaurant.
    - Chevalier dans la campagne, fresque recouverte de lambris dans une salle d'activité et de repos.

  - école du Bel-Air, no 16 rue du Bel-Air : Les Fables de La Fontaine, 1953, fresque, 247 × 3 045 cm. André Murat, architecte en chef des monuments et châteaux de France, lui passe sa première commande réalisée dans un style néo-cubiste sur les quatre murs du réfectoire.
  - école de la Cité, rue Glorioux : deuxième commande d'André Murat en 1953 pour deux salles de classe au premier étage. Œuvres masquées par des toiles de verre : 
    - Musiciens, fresque, 331 × 896 cm ;
    - Bestiaires, fresque, 331 × 896 cm.

  - église Saint-Jean-l'Évangéliste : Les Sacrements, 1963, fresque, 590 × 2 155 cm. Fresque peinte sur la façade de l'édifice. Les têtes des personnages sont celles des membres de la famille de l'artiste[20].
- Tinténiac, collège Théophile Briant : Les Amazones de la Chouannerie, 1955, d'après l'œuvre du poète Théophile Briant, peinture murale déroulant la fresque de ces aventures sur les quatre murs du réfectoire, 245 × 302 cm, commandée par André Murat[7], œuvre recouverte de toile de verre en cours de restauration sur la période 2023-2024[réf. nécessaire].

### Sculptures
- Saint Gobrien, sculpture en bois, commande du docteur Daussy des environs de l'Île-aux-Moines en 1950. 77 × 26 × 9 cm[21], localisation inconnue.
- Rameau, bois, 30 × 8 × 8,3 cm[22], localisation inconnue.
- Villa La Héronnière, à Dampierre-en-Burly, dans le Loiret.
  - Hérons, pierre, brique et chaux sur la façade[23] ;
  - cheminée sculptée , manteau de cheminée, colonnes[24] ;
  - bas de cheminées[25] ;
  - Corbeaux soutenant les poutres du plafond, pierre ;
  - Signes du Zodiaque[26].

## Salons
- Salon des indépendants de 1950.
- Salon de la Société nationale des beaux-arts de 1951.
- Salon de la Société nationale des beaux-arts de 1952 : En barque à Saint-Malo. Dauvergne obtient son admission et un prix en tant que sociétaire à la Société nationale des beaux-arts.
- 14e Salon d'automne de Casablanca (Maroc) vers 1952 : Les Tours de Tolède, Portraits d'enfants, Paysage d'Île-de-France.

## Expositions
- 1948 : Rennes, galerie Lucien Dubreil.
- Entre 1948 et 1950 : Rennes, galerie Jobbé-Duval.
- Juin 2010 : Tinténiac, collège Théophile-Briant, 13e journée du petit patrimoine.
- Juin 2011 : Saint-Malo, écoles Trianon, Bel Air et la Cité, 14e journée du petit patrimoine de Pays.
- Du 31 mars au 2 avril 2018, Dinard, palais des arts et du festival de Dinard, salle Roger Vercel, « Hommage au peintre Geoffroy Dauvergne ». Exposition commémorative organisée par l'Association des amis du peintre pour le quarantième anniversaire de sa disparition[27].
- Du 16 au 17 octobre 2021, Présentation des œuvres du peintre et des actions de l'Association Les Amis du peintre Geoffroy Dauvergne, salle de La Lorgnette, Le Minihic-sur-Rance[28],[29].
- Du 20 juillet au 7 août 2022, maison du Peuple de Saint-Malo, exposition commémorative du centenaire de la naissance de Geoffroy Dauvergne[30].

## Récompenses
- 1942-1943 :
  - prix de la Ville de Rennes ;
  - prix pour l'Antique ;
  - prix d'ornementation topographique.
- 1947 : premier prix de composition, premier prix Anna-Maire (paysage).
- 1948 : premier prix Anna-Maire (paysage), grande figure peinte, première seconde médaille.
- 1949 :
  - premier prix Anna-Maire (paysage) ;
  - premier prix du concours Albéric-Rocheron (paysage historique) pour Cavalier surprenant un groupe de Nymphes (Paris, École nationale supérieure des beaux-arts).
- 1950 : deuxième prix et première médaille du concours Rocheron (paysage historique).
- 1951 :
  - lauréat de l'Institut de France ;
  - premier prix du concours Roux pour Les Nymphes[31] ;
  - premier prix du concours Rocheron (histoire) pour Passage de chevaux dans un quartier de la Garde républicaine[32] ;
  - premier ou deuxième prix Paul-Chenavard[33] ;
  - première médaille de la tête d'expression pour Femme au serre-tête ;
  - première médaille de la tête d'expression pour La Femme en noir ;
  - premier prix et première médaille en tableau d'histoire.
- 1952 : premier prix et première médaille d'art monumental, sociétaire avec prix à la Société nationale des beaux-arts.

## Postérité
En 2008, une association loi 1901 est fondée par son biographe sur les conseils d'Alain Erlande-Brandenburg et de ses ayants-droit, ainsi que des amis proches, pour défendre, sauvegarder et faire restaurer les fresques qu'il réalisa dans le cadre du 1 % artistique au sein d'écoles, collèges, église et bâtiments publics.

## Hommage
À l'occasion du centième anniversaire de sa naissance, la Ville de Dinard a donné son nom à la grande salle du COSEC, où est conservée la peinture murale qu'il a réalisée pour le CREPS et offerte par l'Association des amis de Geoffroy Dauvergne à la municipalité en 2008,

## Philatélie
Un timbre à l'image du portrait de l'artiste, d'après un dessin de Marie Détrée-Hourrière, a été émis par la Poste en 2022 avec une valeur faciale de 1,43 euros pour accompagner l'enveloppe premier jour de l' exposition commémorative du centenaire de  sa naissance à la Maison du Peuple de Saint-Malo.